# Enolito

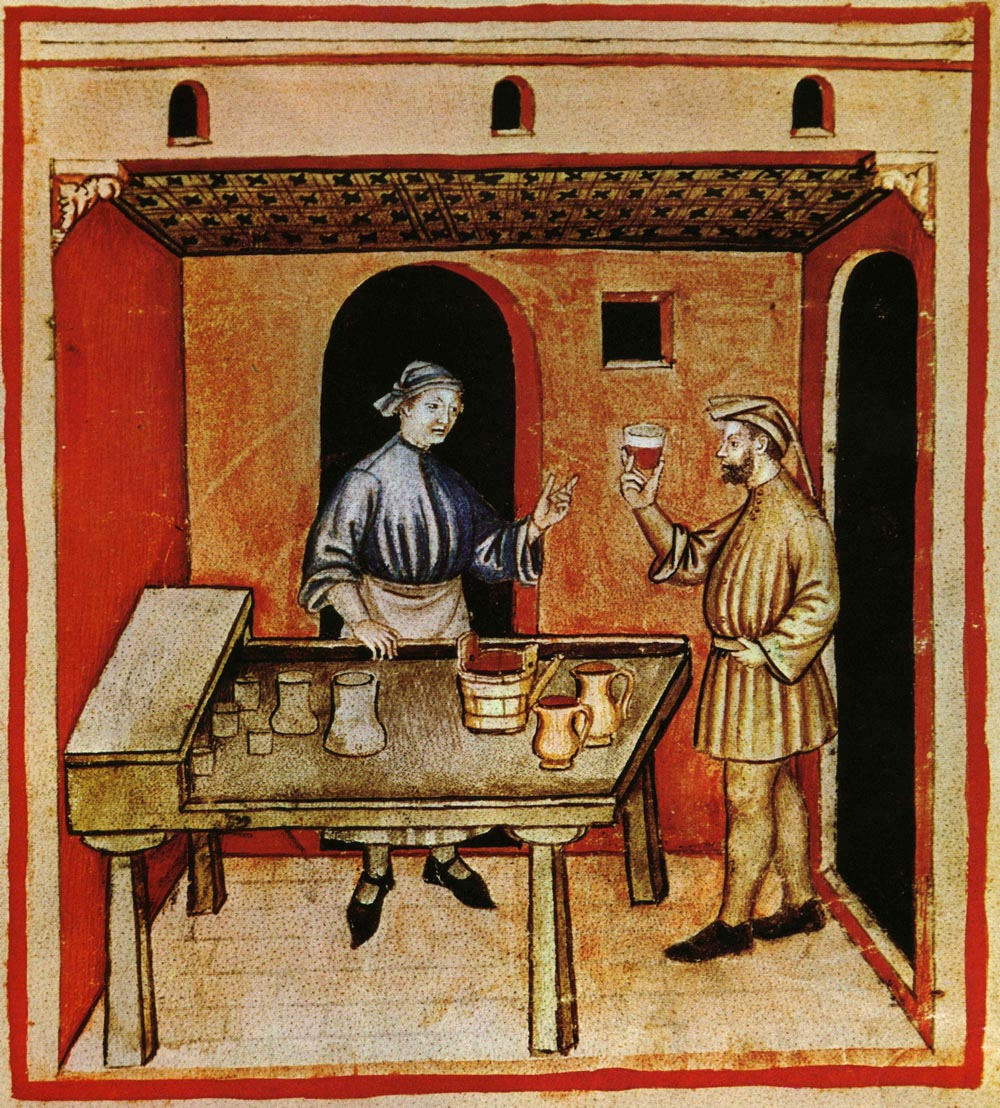
Mescita di vino rosso, Tacuinum sanitatis casanatensis (XIV secolo)

L'enolito, detto anche vino medicinale, è una soluzione che si ottiene dalla macerazione nel vino di parti essiccate di piante medicinali.
Per realizzare queste composizioni, i vini maggiormente preferibili sono quelli bianchi, possibilmente aventi un alto grado alcolico, oppure quelli liquorosi. Si possono utilizzare sia vini vecchi sia giovani. I più indicati sono: marsala, vernaccia di Oristano, barolo, barbaresco.

## Storia
I vini medicinali sono noti fin dall'antichità. Il ritrovamento di un vaso con resti di vino ed erbe nella tomba (3150 a.C. circa) di re Scorpione I, come probabile rimedio per la vita ultraterrena del faraone, fa presumere che fossero addirittura già in uso tra gli antichi egizi.
Tracce di "vinoterapia" sono presenti lungo tutto il corso della storia. Dagli antichi Greci ai Romani le testimonianze a favore dei vini come medicamento sono molto numerose: si va dal padre della medicina scientifica Ippocrate che ne promuove l'uso, e da cui prenderà nome il più recente  vino ippocratico, fino al politico Catone che, suggerendo di piantare alla base di una vite un'erba purgante, propone un modo nuovo di ricavare un medicinale. L'uso si afferma ulteriormente durante il medioevo con la medicina monastica e i conventi, dove non mancano esperti sia di erbe che di vini; poi, passando per la Scuola medica salernitana e il suo rinomato giardino di erbe officinali, arriva fino a noi, grazie alle numerose ricette di vini per le più disparate affezioni presenti in tutte le vecchie farmacopee.
L'uso frequente di piante amaricanti come la china, usata soprattutto come tonico e antimalarico, e in particolare l'Assenzio maggiore, presente anche nel vino ippocratico, fa inoltre di molte di queste ricette i probabili antenati del Vermut e di molti amari odierni.
Anche se a base per lo più di piante di riconosciuta azione terapeutica, i vini medicinali sono ormai caduti in disuso, sia per la difficile conservazione sia per la maggiore disponibilità di farmaci standardizzati e maggiormente controllati oltre al progressivo allontanamento da una vita di tipo rurale.
Il rinnovato interesse al quale si assiste verso il "naturale" potrebbe riportarli in auge e, come per tutta la medicina popolare, non senza pericolo, vista la superficiale tendenza a sottovalutarne gli effetti e a non dichiararne l'uso al medico, unita alla sempre più diffusa politerapia, specie degli anziani. 